# Junglinster
Junglinster (lussemburghese: Jonglënster) è un comune del Lussemburgo centrale. Fa parte del cantone di Grevenmacher, nel distretto omonimo. Nella città si trova una stazione di trasmissione in bassa frequenza.
Nel 2005, la città di Junglinster, capoluogo del comune che si trova nella parte meridionale del suo territorio, aveva una popolazione di 2 224 abitanti. Le altre località che fanno capo al comune sono Altlinster, Beidweiler, Bourglinster, Eisenborn, Eschweiler, Godbrange, Gonderange, Imbringen e Rodenbourg.